# قوخ (زیویه)
قوخ (به کردی: قه‌وخ، Qowx) روستایی از توابع بخش زیویه در شهرستان سقز است که در استان کردستان ایران قرار دارد.